# Саржа

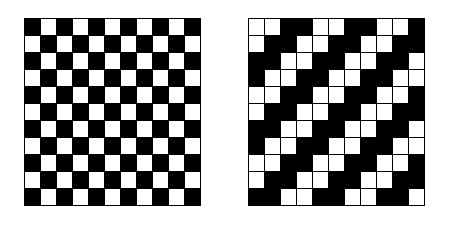
Схемы полотняного и усиленного саржевого переплетений

Са́ржа (итал. sargia, фр. serge; от лат. sericus «шёлковый») — тип плетения ткани, иногда просторечное название вида ткани. Ткань с саржевым плетением может вырабатываться из пряжи любого состава, фактически для любых целей.
Отличается от других видов плетения ткани тем, что с каждой последующей нитью система пересечения нитей смещается на 1, 2 или более нитей, что придаёт ей характерный внешний вид «диагональ» (одно из обиходных названий). Данный вид плетения используется в производстве денима - джинсовой ткани, которую в середине XIX века американский изобретатель Джейкоб Дэвис начал использовать для пошива рабочих брюк, и которая была популяризирована предпринимателем Леви Страуссом.
Производится хлопчатобумажная, шёлковая или искусственная ткань с диагональным переплетением нитей. Вырабатывается в основном гладкокрашеной и набивной. Используется как подкладочная, платьевая, техническая и т. п. ткань. Для производства спецодежды чаще всего используется именно саржа 3/1, различных составов.